# Hospital Metropolitano
El Hospital Metropolitano es un recinto hospitalario público perteneciente al Servicio de Salud Metropolitano Oriente, ubicado en la comuna de Providencia, ciudad de Santiago, Chile, dedicado a la atención de pacientes durante la pandemia con resultado positivo de COVID-19 en la actualidad prestando servicio en unidades de cuidados medios, intermedio, uci, diálisis y oncológicos. El hospital entró en funcionamiento el 15 de mayo de 2020, en el edificio que antes ocupó el Hospital Militar de Santiago y el Hospital Clínico Félix Bulnes, con el fin de reforzar la red pública de salud durante la pandemia de COVID-19.

## Historia

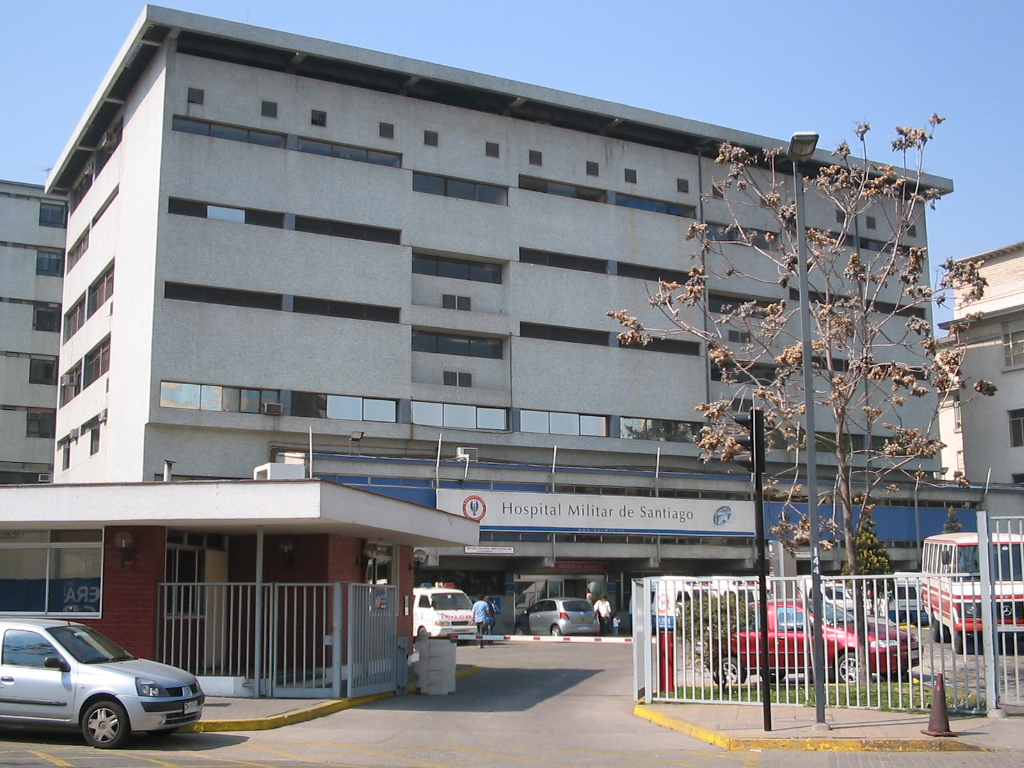
Acceso del Hospital Metropolitano cuando era el Hospital Militar de Santiago.

El decreto 1112 del 10 de junio de 1889 creó la Dirección de Servicio Sanitario del Ejército, que desde sus inicios buscó la creación de un hospital militar. El 13 de agosto de 1932, fue inaugurado el Hospital Militar de Santiago en el antiguo fundo Lo Bravo. En 1962 comenzó la construcción de un nuevo edificio, que siguió modernizándose y ampliándose en los años 1970.
En 2009 el Hospital Militar dejó las dependencias y se trasladó a un nuevo recinto en la comuna de La Reina, por lo que el Ejército de Chile entregó el hospital al Ministerio de Salud, y pasó al sistema público con el nombre de Hospital Metropolitano, dependiente del Servicio de Salud Metropolitano Oriente. Luego del terremoto de 2010, el Hospital Félix Bulnes se trasladó parcialmente al lugar desde la comuna de Cerro Navia.
En 2020 el Hospital Félix Bulnes inauguró sus nuevas dependencias en Cerro Navia, por lo que el inmueble recuperó su nombre de Hospital Metropolitano, ahora dependiente del Servicio de Salud Metropolitano Occidente, y se convirtió en un recinto para pacientes con diagnóstico confirmado de COVID-19.